# Чай с османтусом

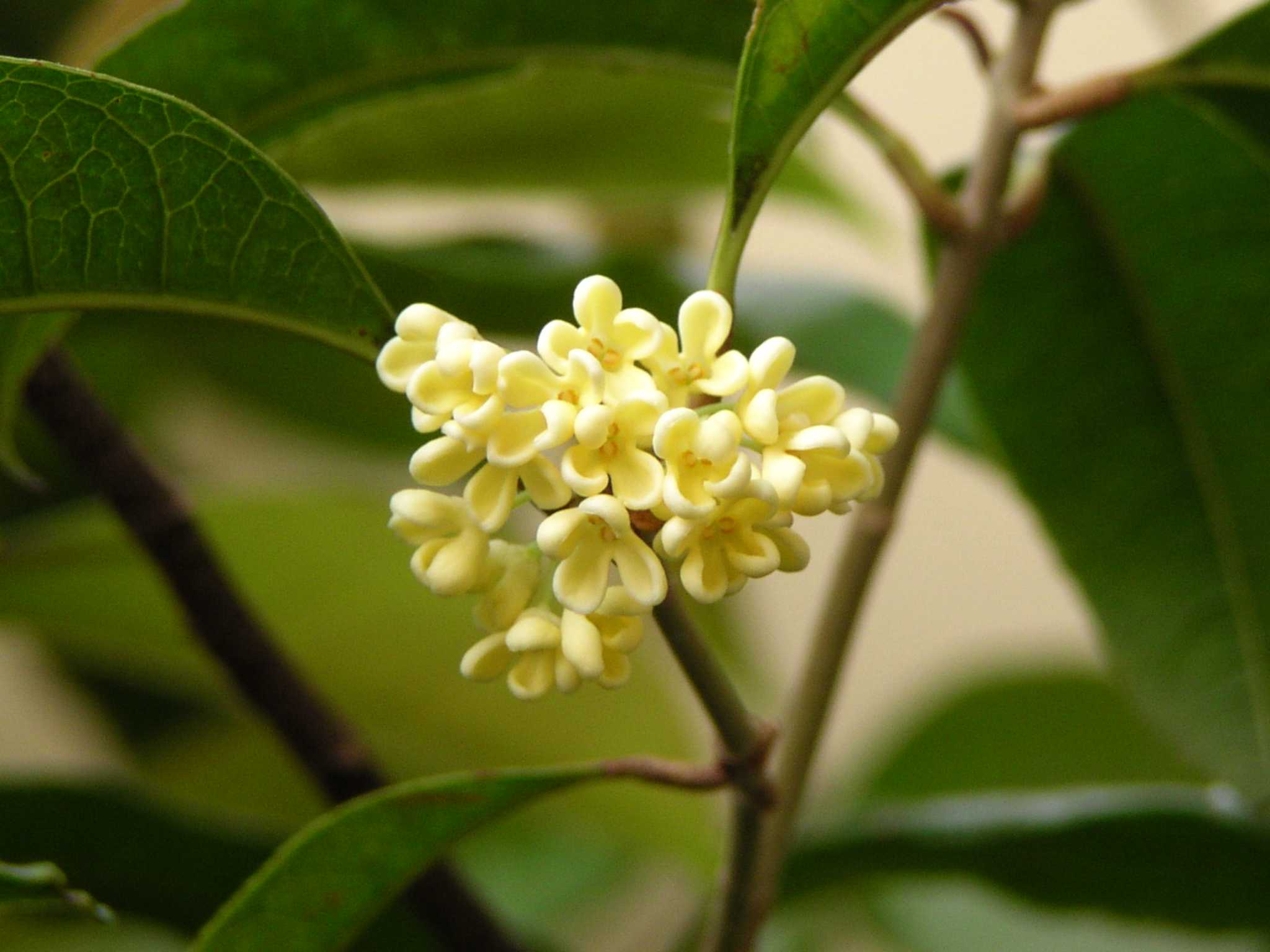
Цветы османтуса душистого

Чай с османтусом или Гуй Хуа Ча (кит. 桂花茶, пиньинь guì huā chá) — чай с добавлением цветков османтуса душистого. В качестве основы используется зеленый чай, улун или красный чай. Цветы османтуса дают чаю фруктовые ноты: аромат персика, абрикосов или яблок.

## Интересные факты
- Выражение гуй хуа (桂花) переводится с китайского как «цветы корицы» или «цветы кассии». В связи с этим широко распространено ошибочное мнение, что османтус — это цветы коричного дерева. На самом деле это совершенно разные растения.